# Silvia Busuioc
Silvia Busuioc (Chișinău, 7 settembre 1989) è un'attrice, modella ed ex ballerina moldava naturalizzata italiana.

## Biografia
Silvia Busuioc è nata a Chisinau, Moldavia. Il suo percorso artistico inizia ad una tenera età tramite la danza. All'età di 7 anni ha iniziato studiare danza moderna, latino, jazz, tango continuando con hip-hop e danza del ventre più tardi. Già a 12 anni lavorava come ballerina nei vari spettacoli per la Televisione Nazionale Moldava e partiva con il corpo da ballo per vari tournée nelle repubbliche post-sovietiche.

### Carriera
Nel 2007 si diploma presso la scuola internazionale The International Cambridge School nelle seguente materie: Business Studies, Economia, Lingua Inglese e Letteratura.
Nello stesso anno partecipa al concorso nazionale, che riguardava la campagna d'informazione per la lotta contro la Tubercolosi. La campagna prevedeva la produzione di una serie di cortometraggi, scritti, diretti e interpretati dai partecipanti, progetto sponsorizzato da Caritas Moldova e sostenuto dalla casa di produzione Agenzia Media Impact. Silvia Busuioc e altri 15 studenti sono stati selezionati per scrivere e dirigere il loro cortometraggio. Come risultato lei ha scritto è interpretato il ruolo principale nel cortometraggio A doua Sansa (Second Chance), che ha vinto il primo premio al livello internazionale.
Subito dopo Silvia si trasferisce in Italia continuando il lavoro come modella per numerose campagne internazionali e fa le sue prime apparizioni nella Televisione Italiana per Sky, Rai, Canale 5, La 7. Non smette mai con gli studi di recitazione e danza, partecipa ai vari masterclass e collaborazioni sia al Piccolo Teatro di Milano che all'Accademia dei filodrammatici, che le portano sempre più ruoli in teatro.
Interpreta la parte di Lilia, la protagonista nell'opera teatrale Animelle! Un euro al chilo, che va anche in tournée internazionale sia Europa che Fringe Festival in Canada, dove riceve ottime recensioni. Un progetto dedicato alla violenza contro le donne e il traffico delle ragazze.
Nel 2012 si laurea in Scienze umanistiche per la comunicazione presso l'Università degli Studi di Milano. Nello stesso anno, è confermata come ospite distinto all'Actors Studio a Hollywood, Con l'approvazione di Martin Landau, direttore artistico dello studio, è stata invitata a continuare i suoi studi anche nel 2013/2014. Al momento Silvia lavora tra Italia, Londra e Hollywood, dove continua la sua collaborazione con l'Actors Studio.
Nel 2013 e 2014 è nel cast della seconda e terza stagione della serie televisiva Fuoriclasse, dove interpreta il personaggio di Galina che parla quattro  lingue diverse durante la storia: italiano, russo, tedesco e inglese. Silvia è risultata idonea per la parte in quanto parla già 5 lingue. La serie è stata trasmessa nel marzo 2014 ed è diventato un successo, essendo la leader tra le puntate in prima serata su Rai 1 e registrando più di 6 milioni di spettatori.
La terza stagione della serie Fuoriclasse 3 è finita nell'aprile del 2015.
Silvia Busuioc ha recitato accanto a Michael Fassbender, Rebecca Ferguson, JK Simmons, nel film L'uomo di neve diretto da Tomas Alfredson, thriller basato sul best seller dallo stesso nome, scritto da Jo Nesbø e successivamente ne Il ragazzo invisibile 2.

## Filmografia parziale

### Cinema
- Selfie 69, regia di Cristina Iacob (2016)
- Untitled (A Film), regia di Chris Loizou (2017)
- L'uomo di neve, regia di Tomas Alfredson (2017)
- Il ragazzo invisibile - Seconda generazione, regia di Gabriele Salvatores (2018)

### Televisione
- Fuoriclasse, regia di Riccardo Donna e Tiziana Aristarco - serie TV, seconda e terza stagione (2014-2015)
- Lethal Weapon, registi vari - serie TV, episodio 1x02 (2016)
- Gotthard, regia di Urs Egger - miniserie TV (2016)
- Veep - Vicepresidente incompetente, registi vari - serie TV, episodio 6x03 (2017)
- Volevamo andare lontano - Bella Germania (Bella Germania) – miniserie TV, 3 episodi (2019)

### Cortometraggi
- A doua sansa (2007)
- Occhi (2013)
- Dealer (2015)
- Cloaked (2015)

### Web serie
- Fuoriclasse Off (2015)